# ヘッティンガー郡 (ノースダコタ州)
座標: 北緯46度26分 西経102度26分 / 北緯46.433度 西経102.433度
ヘッティンガー郡（英: Hettinger County, North Dakota、[ˈhɛtɪŋɡər] HET-ing-gər）は、アメリカ合衆国ノースダコタ州の南西部に位置する郡である。2010年国勢調査での人口は2,477人であり、2000年の2,715人から8.8％減少した。郡庁所在地はモット市（人口721人）であり、同郡で人口最大の自治体でもある。ヘッティンガーと名付けられた都市は近くのアダムズ郡内にある。

## 歴史
ヘッティンガー郡は、郡が設立された年にダコタ準州下院議長だったエラストゥス・A・ウィリアムズの曾孫、トム・ヘッティンガーによって、義父のマチアス・ヘッティンガーに因んで名付けられた。ヘッティンガー郡は、1883年にダコタ準州議会によって設立され、正式には1907年4月17日にノースダコタ州知事ジョン・バークが署名した声明によって郡政府を組織化した。

### スターク郡による併合騒ぎ
1891年、ノースダコタ州議会がヘッティンガー郡を隣接するスターク郡に併合する法案を承認したが、この法はイーライ・C・D・ショートリッジ州知事に拒否された。
さらに別の合併法が1895年に成立し、スターク、ビリングスおよびマーサー各郡の境界に影響するので、住民投票に付された。住民投票で承認されたこの合併は1896年11月3日に有効となったが、ヘッティンガー郡は除外された。しかし合併された郡の1つに入っていた牧場主ウィルソン・L・リチャーズが、地域の土地所有者はこの時スターク郡に課税されていることを理由に合併を廃案にする訴えを起こした。この裁判はノースダコタ州最高裁判所まで行って審理され、1899年5月18日に違憲の判決が下った。しかし裁判所の判決を予測した議会が1889年3月9日に置換法を承認していたので合併は有効のままとなった。この2番目の合併法は、1901年にノースダコタ州最高裁判所が、合併は州憲法で要求される影響する郡の有権者に言及されていないという理由で差し戻した。
議会は1903年に3番目の合併法を成立させ、このときはスターク郡と未組織だったダン郡およびヘッティンガー郡の住人に承認を求める住民投票が行われた。この結果はスターク郡で502票、ヘッティンガー郡で65票の差で承認されたが、ダン郡では1票差で否決された。スターク郡は賛成票が法の要求する投票総数の過半数だったので、合併法が有効であると主張した。しかしノースダコタ州憲法では合併に関わるそれぞれの郡での過半数の賛成を要求していたので、州は構成法が違憲であり、ダン郡の否決は合併が不成立を意味するという根拠で訴訟を起こした。ノースダコタ州最高裁判所は1905年に1903年の法が違憲であると裁定し、合併の試みはそれ以上なくなった。
ヘッティンガー郡は未組織の郡のままであり、司法制度のためにスターク郡に併置される状態だったが、1907年に正式に郡に組織化された。

## 地理
アメリカ合衆国国勢調査局に拠れば、郡域全面積は1,134平方マイル (2,937.0 km2)であり、このうち陸地は1,132平方マイル (2,931.9 km2)、水域は1平方マイル (2.6 km2)で水域率は0.13％である。

### 主要高規格道路
- ノースダコタ州道8号線
- ノースダコタ州道21号線
- ノースダコタ州道22号線

### 隣接する郡
- スターク郡 - 北
- グラント郡 - 東
- アダムズ郡 - 南
- スロープ郡 - 西

## 人口動態
以下は2000年の国勢調査による人口統計データである。
| 基礎データ - 人口: 2,715人 - 世帯数: 1,152 世帯 - 家族数: 778 家族 - 人口密度: 0.9人/km2（2.4人/mi2） - 住居数: 1,419軒 - 住居密度: 0.5軒/km2（1.3軒/mi2） 人種別人口構成 - 白人: 98.93% - アフリカン・アメリカン: 0.15% - ネイティブ・アメリカン: 0.37% - アジア人: 0.07% - 太平洋諸島系: 0.07% - その他の人種: 0.04% - 混血: 0.37% - ヒスパニック・ラテン系: 0.22% 先祖による構成 - ドイツ系：68.7％ - ノルウェー系：11.1％ 年齢別人口構成 - 18歳未満: 23.4% - 18-24歳: 3.9% - 25-44歳: 20.7% - 45-64歳: 27.0% - 65歳以上: 25.2% - 年齢の中央値: 46歳 - 性比（女性100人あたり男性の人口） - 総人口: 100.2 - 18歳以上: 100.1 | 世帯と家族（対世帯数） - 18歳未満の子供がいる: 26.4% - 結婚・同居している夫婦: 61.2% - 未婚・離婚・死別女性が世帯主: 3.8% - 非家族世帯: 32.4% - 単身世帯: 31.2% - 65歳以上の老人1人暮らし: 18.2% - 平均構成人数 - 世帯: 2.30人 - 家族: 2.89人 収入と家計 - 収入の中央値 - 世帯: 29,209米ドル - 家族: 34,668米ドル - 性別 - 男性: 23,201米ドル - 女性: 16,917米ドル - 人口1人あたり収入: 15,555米ドル - 貧困線以下 - 対人口: 14.8% - 対家族数: 12.1% - 18歳未満: 21.2% - 65歳以上: 12.0% |

## 都市と町

### 都市
- モット - 郡庁所在地
- ニューイングランド
- リージェント

注: ノースダコタ州の法人化された自治体は、その大きさに拠らず全て「市」になる

### その他の町
- ベントレー

### 郡区
| - アクメ - アシュビー - ベア - ビアリー - ブラックビュート - ブリッティアン - キャンベル - キャノンボール - キャッスルロック - チルトン | - クラーク - ファリナ - ハブロック - ハイランド - ケネディ - カーン - クンゼ - マディソン - メリル | - オデッサ - ライフル - セントクロワ - ソロン - スタイナー - ストレーロウ - ティピービュート - ワーゲンドルフ - ウォーカー |

### 廃止された郡区
- アルデン[18]
- インディアンクリーク[18]